# Vương Mân
Vương Mân (tiếng Trung: 王珉; sinh tháng 3 năm 1950) là một cựu chính trị gia của Cộng hòa Nhân dân Trung Hoa. Ông tiếp tục phục vụ như Bí thư Tỉnh ủy Liêu Ninh, Bí thư Tỉnh ủy và Tỉnh trưởng Chính phủ Nhân dân tỉnh Cát Lâm, và Phó Tỉnh trưởng Giang Tô. Ông được coi là một lãnh đạo tương lai đầy hứa hẹn, tuy nhiên ông đã nghỉ hưu vào năm 2015, trước khi bị điều tra tham nhũng vào năm 2016. Ông bị kết án tù chung thân sau khi bị kết án về tội hối lộ và không hoàn thành chức trách.
Là người gốc Hoài Nam, tỉnh An Huy, ông có bằng tiến sĩ về Kỹ thuật chế tạo Máy móc từ Đại học Hàng không và Du hành vũ trụ Nam Kinh và là giáo sư và phó chủ tịch của trường đại học.

## Sự nghiệp
Bắt đầu từ tháng 9 năm 1968, Vương Mân là một trong nhiều thanh niên được đưa xuống miền quê và sau đó làm việc trong một nhà máy trong cuộc Cách mạng Văn hóa. Sau đó ông học tại Học viện Hàng không Nam Kinh (kể từ khi đổi tên thành Đại học Hàng không và Du hành vũ trụ Nam Kinh), nơi ông lấy bằng Tiến sĩ. Ông ở lại trường đại học với tư cách là một giáo sư, và cuối cùng trở thành phó chủ tịch của nó.
Vương Mân gia nhập Đảng Cộng sản Trung Quốc vào tháng 7 năm 1985. Tháng 7 năm 1994, ông được chuyển từ trường đại học đến tỉnh Giang Tô làm trợ lý Tỉnh trưởng. Tháng 12 năm 1996, ông được bổ nhiệm làm Phó Tỉnh trưởng Giang Tô. Vào tháng 5 năm 2002, ông trở thành Bí thư Thị ủy thành phố Tô Châu.
Vào tháng 10 năm 2004, ông được chuyển đến tỉnh Cát Lâm ở Đông Bắc Trung Quốc, nơi ông đảm nhận vị trí phó Tỉnh trưởng, phó Bí thư Tỉnh ủy. Ngày 29 tháng 1 năm 2005, ông được bầu làm Tỉnh trưởng Cát Lâm. Tháng 12 năm 2006, ông được bổ nhiệm làm Bí thư Tỉnh ủy và từ chức Tỉnh trưởng.
Vào tháng 11 năm 2009, ông được chuyển từ Cát Lâm đến tỉnh Liêu Ninh giữ chức vụ Bí thư Tỉnh ủy. Tôn Chính Tài kế nhiệm ông làm Tỉnh trưởng Chính phủ Nhân dân Cát Lâm. Sau khi 65 tuổi, ông đã được Lý Hi kế nhiệm làm Bí thư Tỉnh ủy Liêu Ninh vào tháng 5 năm 2015. Sau đó, ông được bổ nhiệm làm Phó Chủ tịch Ủy ban Giáo dục Quốc hội, Khoa học, Văn hóa và Y tế Quốc gia.
Ông là Ủy viên của Ủy ban Trung ương Đảng Cộng sản Trung Quốc khóa 17 và khóa 18 của Đảng Cộng sản Trung Quốc.

## Cuộc điều tra
Vào ngày 4 tháng 3 năm 2016, ông đã bị điều tra bởi Ủy ban Trung ương về Kiểm định Kỷ luật vì "vi phạm kỷ luật nghiêm trọng". Ông bị trục xuất khỏi Đảng Cộng sản vào ngày 10 tháng 8 năm 2016 vì đã xao lãng nhiệm vụ và sơ suất trong vụ bê bối mua phiếu bầu, vi phạm Quy định Tám điểm và hối lộ. Người ta nói rằng các trường hợp của Vương Dương và Tô Hoành Chương đều liên quan đến ông trong một số khả năng. Vào ngày 4 tháng 8 năm 2017, ông đã bị kết án tù chung thân vì tội hối lộ trị giá 146 triệu nhân dân tệ, cướp bóc quỹ công cộng trị giá 1 triệu nhân dân tệ để sử dụng cá nhân và lơ là nhiệm vụ ở Lạc Dương.